# Euphorbia pondii
Euphorbia pondii là một loài thực vật có hoa trong họ Đại kích. Loài này được Millsp. mô tả khoa học đầu tiên năm 1890.